# Ange Le Strat
Ange Le Strat (Inguiniel, 18 febbraio 1918 – Morlaix, 8 dicembre 1999) è stato un ciclista su strada francese professionista dal 1943 al 1955.

## Carriera
Colse diversi successi in carriera, tra cui il Bretagne Classic Ouest-France e la Bordeaux-Parigi.

## Palmarès

### Strada
- 1942 (Dilettante)

Paris-Évreux
- 1946 (Mercier, una vittoria)

Grand Prix de Plouay
- 1948 (La Perle, due vittorie)

Bordeaux-Parigi
Paris-Clermont-Ferrand
- 1950 (La Perle, una vittorie)

Parigi-Camembert

### Pista
- 1954 (La Perle, una vittoria)

Campione di Francia, d'inverno, di mezzo-fondo

## Piazzamenti

### Grandi Giri
- Tour de France

1947: 33º
1949: non partito (8ª tappa)